# Villa Doria Centurione
La villa Doria Centurione è una storica dimora nobiliare italiana, sita nel comune di Genova, nel quartiere residenziale di Pegli. L'edificio, tipico esempio di architettura manierista pre-alessiana, è sede del museo navale di Pegli.

## Storia
La villa fu edificata a partire dal 1540 per il facoltoso banchiere Adamo Centurione, amico e consigliere di Andrea Doria. Resta sconosciuto il nome dell'architetto che progettò la villa, in seguito arricchita dai lavori che il Centurione fece realizzare nel parco dal celebre architetto perugino Galeazzo Alessi: un laghetto artificiale con al centro un isolotto, un'"isola fatata" da raggiungere in barca.
Alla morte del Centurione, nel 1568, si aprì una lunga questione ereditaria, che coinvolse la figlia Ginetta e gli eredi del primogenito Marco, premorto al padre. La disputa si trascinò per quasi due decenni, fino a quando entrò in possesso della villa il nipote Giovanni Andrea Doria, figlio di Ginetta Centurione e di Giannettino Doria, cugino del "Principe" e suo erede designato.
Giovanni Andrea Doria tra il 1590 e il 1592 fece ristrutturare ed ampliare l'edificio, affidando il progetto ad Andrea Ceresola, detto "il Vannone". Giovanni Andrea Doria fece sistemare anche il giardino, che allora arrivava fino al mare, realizzando un lungo pergolato che collegava la villa con il palazzo Doria "alla marina", ancora presente, benché molto rimaneggiato, sul lungomare di Pegli.
Gli interventi realizzati dai discendenti dei Doria nei secoli successivi si limitarono a poche modifiche marginali. Nell'Ottocento vennero realizzate nuove stanze al piano terra, affrescate con scene a soggetto risorgimentale, e venne rifatto il prospetto meridionale, divenuto quello principale, in concomitanza con l'espansione urbanistica di Pegli. Perduto il giardino che arrivava al mare, rimase il vasto parco a monte con il laghetto navigabile.
Nel 1908 la villa venne venduta dai Doria Pamphilj ad una società immobiliare e dopo alcuni passaggi di proprietà nel 1926 passò al comune Genova. Utilizzata per qualche anno come sede municipale distaccata della "delegazione" di Pegli, appena entrata a far parte della Grande Genova, nel 1930 divenne sede del Civico Museo Navale e succursale del liceo classico "Giuseppe Mazzini".
Una frana durante l'alluvione del 1993 ha danneggiato una zona del parco, che tra la fine del Novecento ed i primi anni duemila è venuto a trovarsi in stato di degrado; lavori di recupero hanno riguardato dapprima il palazzo e poi tra il 2011 e il 2015 il parco, con i lavori di recupero del laghetto, che era stato riempito di terra negli anni settanta. Con questi lavori il lago è stato svuotato dalla terra ripristinando la profondità originaria di 7 metri ed i percorsi perimetrali, ma non hanno compreso il rifacimento del ponticello in legno né il ripristino dei giochi d'acqua sull'isolotto.

## Descrizione

### Villa

#### Esterni

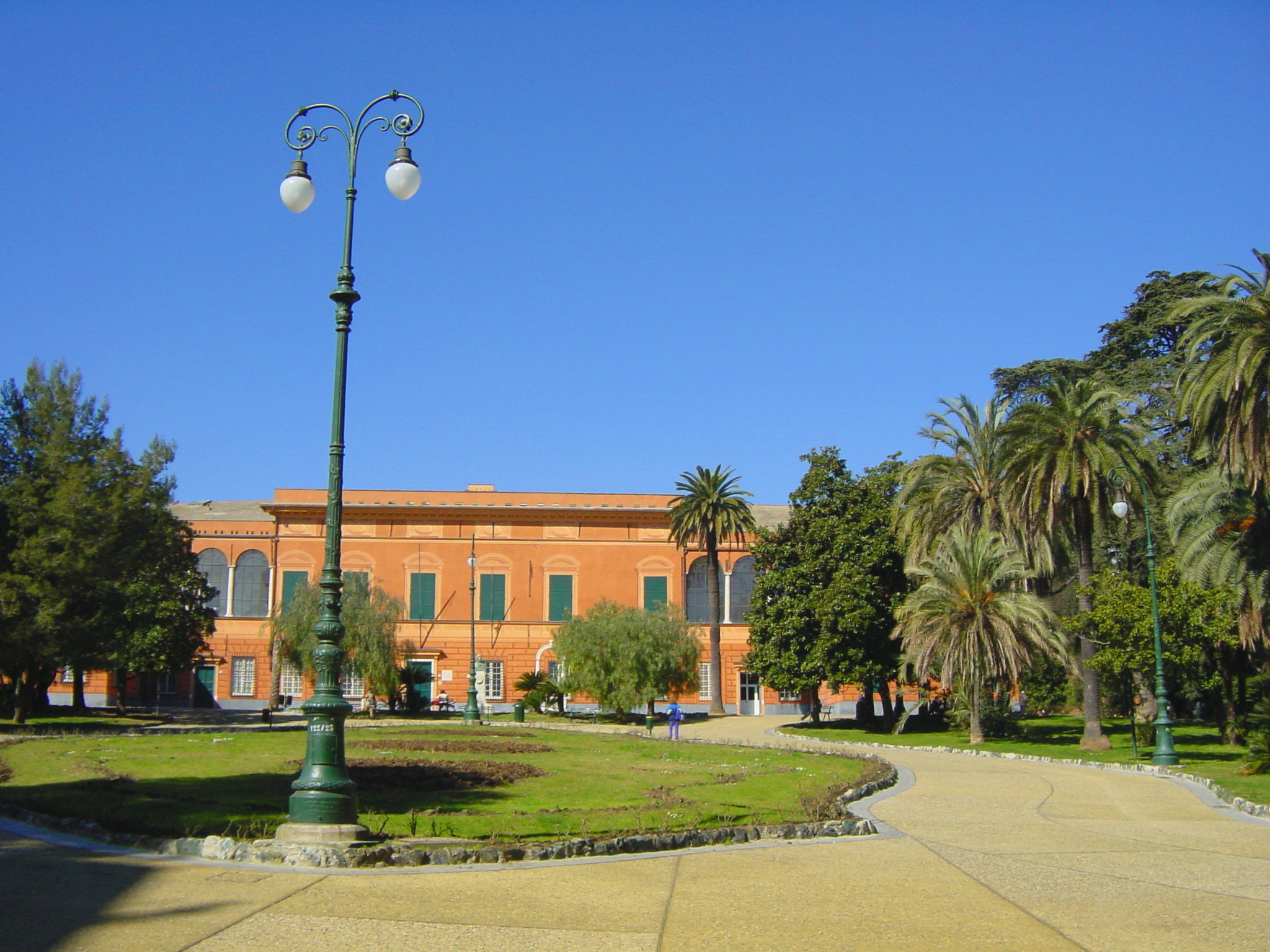
Il prospetto principale visto da piazza Bonavino

L'edificio ha il fronte principale rivolto sulla piazza Bonavino, disposta in lieve pendenza su parte del parco della villa. La costruzione originaria, in stile rinascimentale, era composta da un corpo centrale su due piani. In epoche successive sono stati aggiunti i due corpi laterali sviluppati in avanti e la torre, separata dall'edificio principale. Il prospetto nord, verso il parco, un tempo quello principale, è decorato a monocromo da Lazzaro Tavarone. Nell'Ottocento l'ingresso principale venne spostato nella facciata meridionale, in cui si aprono tre porte, una centrale e due laterali.

#### Interni
All'interno, la sequenza atrio, scalone e loggia richiama la struttura tipica delle ville pre-alessiane. Attraverso il loggiato a vetrate, si raggiunge il salone centrale, con il soffitto affrescato da Lazzaro Tavarone, chiamato da Giovanni Andrea Doria intorno al 1595.
Le decorazioni interne vennero eseguite in due fasi: la prima manierista, realizzata intorno al 1550 da Nicolosio Granello, detto il Figonetto e Ottavio Semino, è ispirata agli affreschi della villa del Principe, residenza principale dei Doria mentre la seconda, barocca, è opera del Tavarone, al quale si devono anche le decorazioni alle pareti nelle stanze adiacenti.
Gli affreschi al piano terreno, di Nicolosio Granello e Ottavio Semino raffigurano scene di battaglie, personaggi mitologici, decori con festoni a carattere vegetale.
I soggetti sono ispirati a temi d'amore e d'avventura tipici della letteratura classica, tra i quali Giove che scaglia il fulmine, Storie di Angelica e Curzio Romano al piano terreno; Perseo che libera Andromeda, Partenza degli Argonauti e il ritratto di profilo di Andrea Doria al piano nobile.
L'affresco del salone, opera del Tavarone, raffigura l'incontro di due gruppi di conquistatori che indossano eleganti armature, immersi nella natura selvaggia con in lontananza una nave in una baia e una spiaggia.

#### Torre
Dietro al palazzo sorge una torre d'avvistamento costruita nel 1591, collegata da un passaggio sopraelevato con il piano nobile.
La torre, alta 27 metri, ha pianta quadrata con basamento a scarpa e coronamento a sbalzo. Dal 2005 è sede del "CSU Sostenibile Archeospeleologia", Scuola nazionale di Archeospeleologia patrocinato dal MIBACT, specializzato nella ricerca, studio e valorizzazione dei sotterranei. Nei locali interni della torre, visitabili su richiesta, è esposta una serie di armature d'epoca restaurate dagli archeologi del CSUs con i consigli dell'archeologo d'armi dott. M.Vignola.

### Parco

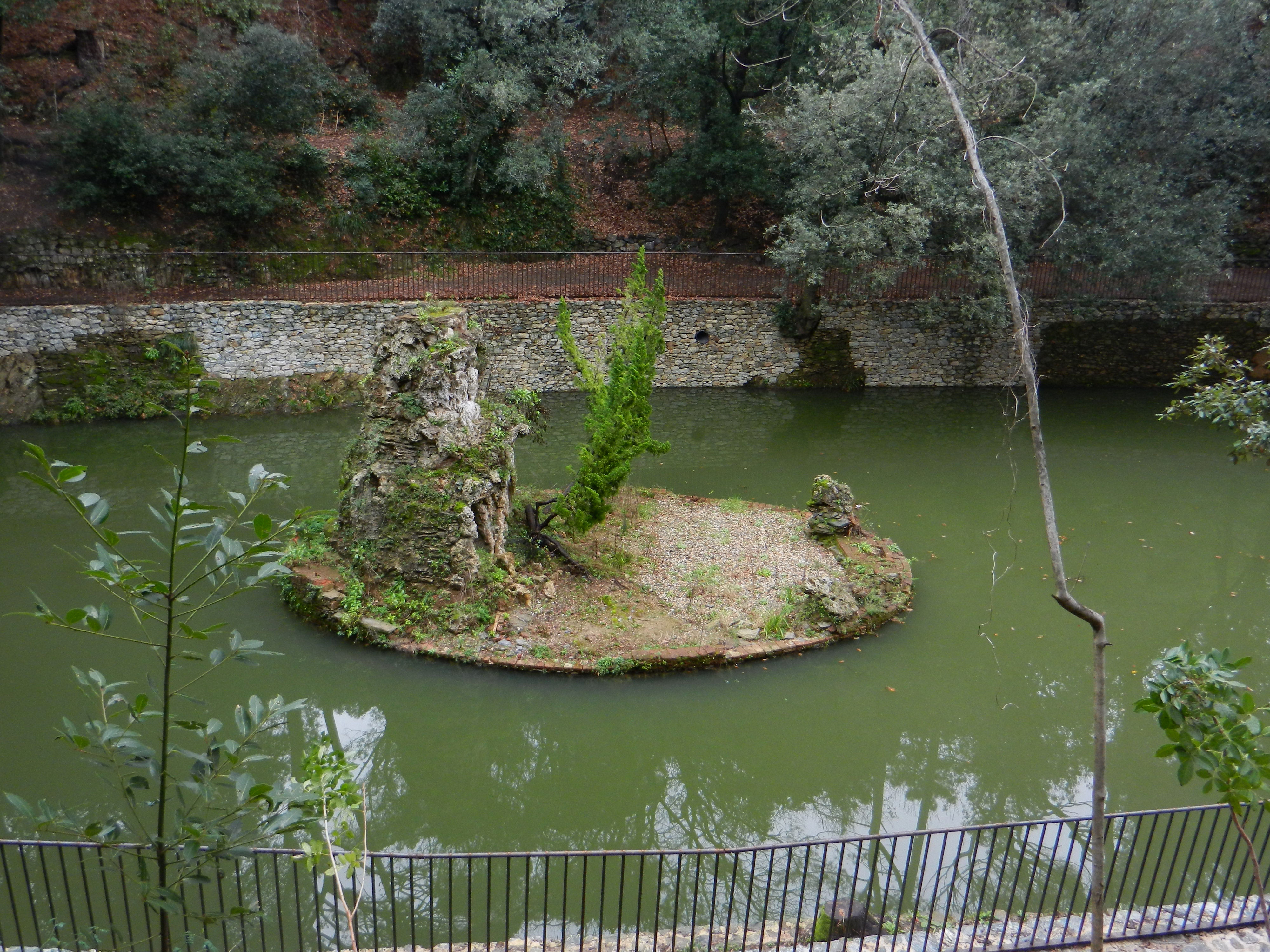
Il laghetto con al centro l'isolotto creato da Galeazzo Alessi

La villa è circondata da un grande parco di 115.000 m², ora pubblico, realizzato nel 1548, che si estende a monte del palazzo con la sua vegetazione di lecci, querce, conifere e piante esotiche, e che in origine arrivava fino al mare.
Nella parte più a monte del parco si trova il laghetto artificiale disegnato dall'Alessi, alimentato dal rio Archetti, con al centro l'isolotto di forma ellittica con giochi d'acqua e statue di ninfe e fauni. Pochi anni dopo la sua costruzione il lago e l'isolotto furono citati dal Vasari tra le opere realizzate a Genova dal "famoso, e molto celebre architettore, Galeazzo Alessi Perugino" (Già non tacerò che ha fatto il lago ed isola del signor Adamo Centurioni, copiosissimo d'acque e fontane, fatte in diversi modi belli e capricciosi).
La soluzione adottata dall'Alessi viene ad interrompere, con i suoi "modi belli e capricciosi", il tradizionale schema geometrico del giardino rinascimentale, che ritroviamo invece nella parte più in basso, mentre il lago e l'isola con il loro aspetto selvaggio intendono rappresentare il ricongiungimento dell'uomo con la natura, sottolineato anche dalle due statue di fauni che ornavano l'isola, oggi conservate nel museo di Sant'Agostino.

### Museo navale
Nella villa ha sede il museo navale, inaugurato nel 1930, in cui sono esposte collezioni di dipinti a carattere marinaro, modelli di navi, carte nautiche ed oggetti in uso in ambito marittimo e portuale, che illustrano la storia della marineria ligure dal Medioevo ai nostri giorni. Gli oggetti esposti provengono dalla collezione del comune di Genova e da raccolte private, in particolare quella donata al comune dall'ing. Fabio Garelli che costituì il primo nucleo del museo. Chiuso per alcuni anni alla fine del XX secolo, è stato riaperto con un nuovo allestimento il 3 dicembre 2004. Dal 2005 fa parte insieme a Galata − Museo del mare e Museoteatro della Commenda del circuito museale del Mu.MA.